# 北极圈行动
北极圈行动（德語：Unternehmen Nordpol）是第二次世界大战期间纳粹德国军事情报机构阿勃维尔发起的巨大反情报行动代号，由身在荷兰的德国反间谍机构头目赫曼·吉斯克斯策划，在1942年至1944年，德国军方利用被捕的荷兰特工向英国发送假情报，并利用其电台接收从英国发来的情报，以操控英国军事决策。

## 背景
第二次世界大战期间，同盟国和轴心国之间的反间谍战硝烟仍在继续。1940年5月，德国占领了荷兰，荷兰女王在英国成立联合政府，而这种战争从表面转入了地下。为了援助荷兰地下抵抗组织，英国政府在人力、物力、情报等方面给予荷兰支援，并帮助各地下组织建立秘密无线电联络。由此，荷兰的反德抵抗运动如火如荼，令德国人无不感到恐慌。盖世太保头目施伦堡命令身在荷兰的德国反间谍机构头目赫曼·吉斯克斯上校，尽快将荷兰抵抗组织的秘密电台一网打尽，利用破获的敌军电台向英国传递假情报。该搜査和利用对方电台的任务被吉斯克斯命名为北极圈行动。

## 行动

### V种人告密
当时荷兰充斥许多叛国者，德国人将他们称为“V种人”（V-Men）。1942年春天，乔治·雷德赫夫因走私鸦片和珠宝而被捕入狱。在狱中，他打听到关于荷兰地下组织的消息，该组织称作奥德迪恩斯特，由冯·得·博哥领导，并与特別行動執行處（SOE）的两名特工有密切联系，而SOE正是德国军方的眼中钉。
雷德赫夫于是向德国告密，指他发现荷兰的地下组织，并愿意为德国军方效劳，但条件是无罪释放并领取相当的报酬。赫曼·吉斯克斯此前委派反间谍机构人员监听到荷兰境内有SOE的秘密电台，却一直没有寻获。听闻雷德赫夫的告发，吉斯克斯立即取消他的走私罪名，同时释放他。从当月起，他开始在德国反间谍机构领取每月500荷兰盾的报酬。几个星期后，雷德赫夫通过狱中的关系打入SOE地下情报网，很快查到两部电台的具体地址。根据告密者的情报，德国反情报组织和党卫队迅速找出了冯·得·博哥的地下情报网，突袭荷兰的地下电台，并逮捕操作电台的情报人员。荷兰的地下反抗组织遭受极大破坏。

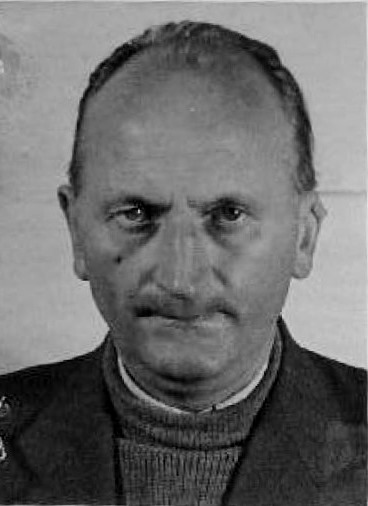
赫曼·吉斯克斯上校

### 英荷合作战略
被逮捕的荷兰情报人员并不慌乱，英国情报机构早已告知他们如何保全自己的方法。为了避免巨大的损失，当他们在德国军方胁迫下向组织发情报时，只要发送假情报即可，其识别方式是，在某些字母的后面人为性出错，这样等同于通知伦敦，该人员已被逮捕，所发消息一律为假消息。因此，大多数被捕特工在被捕后表示愿意与德国合作。吉斯克斯应允，只要与德方合作，为其发送假消息到英国，就会保全他们的性命。于是，北极圈行动正式展开。

### 英荷失策
1942年6月，吉斯克斯根据一名荷兰告密者的报告，在阿姆斯特丹逮捕从英国潜入的荷兰特工哈博斯·劳威尔斯上尉。面对盖世太保的酷刑，劳威尔斯答应为德国发送假情报的任务。不过，他并没有打算背叛自己的祖国。第二天，为了避免劳威尔斯在发送情报时做手脚，吉斯克斯特意安排一名技术人员坐在其旁，尽管如此，劳威尔斯仍镇定地在所发情报中的每第16个字母处故意拼错。这样，伦敦方面则得知他已被捕，发送的均为敌方假消息。不幸的是，英国情报部门没有看懂这些特殊的电报，不知是疏忽大意还是刻意而为。他们按原先计划发回更多真情报，这些情报真实提供了荷兰情报人员从英国降落荷兰的具体时间和地点。结果，许多SOE特工在伞降刚落地时被德国人捕抓。

### SOE失误中计

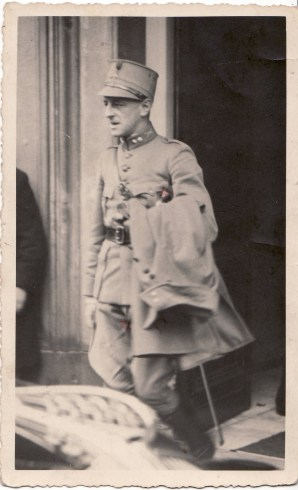
荷兰电台操作员乔治·贾布洛斯

截至1943年年中，数个叛变的电台向英国SOE发送大量虚假消息，而英国SOE总部亦回发重要情报，接二连三的灾难便落在英、荷特工以及英国向荷兰抵抗组织提供的支援物资上。吉斯克斯对如此的成绩感到满意，同时，他怀疑一向老练的英国间谍是出于疏忽，或是故意而为。由于劳威尔斯经常在发情报时暗中擅自篡改，被纳粹技术监视人员发现苗头不对。7月上旬，技术人员告诉吉斯克斯关于劳威尔斯的情况，德国军方便处理了他。之后，为了继续利用劳威尔斯的发报机，德国人向英国方面请示是否可以换一个人来操作这台电报机，出乎意料的是，英国方面不问原因就同意了他们的请求。德国技术人员直接成为发假消息的情报人员。
7月26日，荷兰电台操作员乔治·贾布洛斯乘坐轰炸机降落在荷兰的斯丁维克，刚落地时被纳粹党逮捕，发现贾布洛斯竟然随身携带明码的SOE计划全文。吉斯克斯利用贾布洛斯的情报和其他资料，在谍报工作上非常顺利，他们通过贾布洛斯的电台，定期向英国发送假消息。一次，吉斯克斯指示手下向英国发送荷兰地下抵抗运动者需要军火的假消息，几天后，数百架载有重5吨以上物资的运输机飞到吉斯克斯的指定地点投下，很快被德国人运走。

### 英国怀疑
1944年3月末，英国情报部门开始对荷兰地下抵抗组织的真实性产生怀疑，不再发送重要情报，停止对荷兰的空投支援。此时，离盟军登陆诺曼底只剩下不到三个月的时间。从1942年6月至此，英国在荷兰共空投了95次物资，其中包括1.3万公斤炸药、3000支步枪、5000支手枪、2000枚手雷、50万发子弹、75部电台等。尽管吉斯克斯曾答应被捕的54名特工有幸存的机会，但后来事情超出他的控制，转为党卫队头目希姆莱接管这些人。1944年6月，盟军登陆诺曼底后，德国军方枪毙其中的47名英国和荷兰特工。

## 后续

### 荷兰特工
第二次世界大战结束后，曾被吉斯克斯逮捕的荷兰特工劳威尔斯奇迹般地幸存下来。据称，在他落入敌手之后，的确按照伦敦方面的要求不断地在假情报中发出自己已经被捕的暗号。不只是他，其他被捕的特工也是如此，但英国情报部门却对他们的暗号视若无睹，反常的举动甚至令吉斯克斯产生怀疑。后来，他坚信英国人此举旨在施苦肉计以掩护诺曼底登陆。

### 英国无视暗号
当年SOE的密码负责人莱奥·马克斯事后称，他早已发现这些电报的反常之处：不像其它的密码电报，发自荷兰的电报总能被顺利解读，发报者从没有犯下影响解密的错误。马克斯表示，他当时推测得出的结论是，这些电报并不是特工从前线发出，而是由德国的密码专家发出。在一则纪录片中，他认为甚至有一次他曾故意把字母“HH”放在一篇电报的结尾，“HH”代表“希特勒万岁”（Heil Hitler），是德国通讯的常见格式。如果对方的确是己方的情报人员，不应该理解其含义。然而，对方却条件反射地，立刻用“HH”回电，这足以表明操作电台是德国特工，根本不是己方人员。后来，他又亲自发送了存在问题、无法解读的电报，任何正常的特工都没有能力解读，但他却收到了回电。他称他将这些发现报告给了上级，上级却告知他勿与其他人讨论此事，英方最终没有采取任何措施。
常有说法称英国人是故意对此视而不见，以此来掩护诺曼底登陆。但直到该行动的晚期，诺曼底登陆的作战计划才制定出来，故存有疑问。马克斯自己在书中认为，行动失败的真正原因是英国在特别行动小组（SOE）和秘密情报局（SIS）之间的内部冲突所致，前者不愿承认行动失误的事实。

### 英荷议会
1945年10月，荷兰一家报纸公开披露：从1942年3月至1944年4月，为了迷惑德军，使他们相信盟军会在荷兰登陆，英国情报部门故意使数十名荷兰间谍牺牲于德国人精心设计的北极圈行动。消息一出，荷兰群情激愤。10月底，荷兰议会组成以法官丹克博士为首的调查委员会，专就此事进行调查。荷兰政府要求英国相关负责人到荷兰调查委员会听证，但遭到拒绝。在外交压力的强迫下，英国政府最后勉强同意法官丹克博士前往荷兰调查，但当丹克要求调查相关档案时，却被告知所有文件在一场突发的大火中烧毁，最后的真相下落不明。

## 注脚
1. ↑  . RIJKSMuseum.   [2017年4月14日]. （原始内容存档于2017年4月15日） （英语）.
2. ↑  Jim Fish. . BBC News. 2004年1月3日  [2017年4月14日]. （原始内容存档于2017年4月1日） （英语）.